# کافه اوله
کافه اولِه (به فرانسوی: Café au lait) (به معنی قهوه با شیر) نوعی قهوه با شیر گرم اضافه‌شده‌است. کافه اوله با قهوه سفید، که قهوه با شیر سرد یا دیگر سفیدکن‌ها می‌باشد، متفاوت است.

## همچنین ببینید
- کاپوچینو
- فلت وایت
- کافه لاته

## نگارخانه

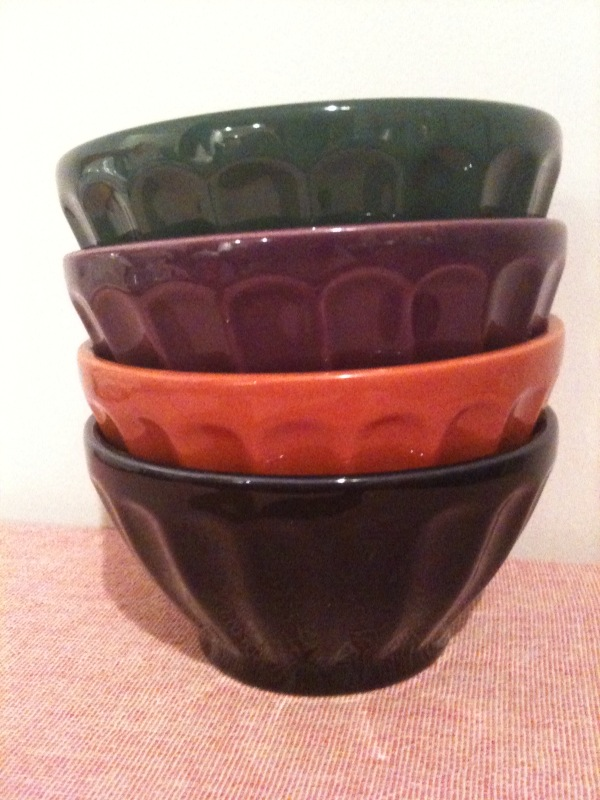
کاسه‌های سنتی مخصوص کافه اوله در فرانسه